# 20573 Garynadler
20573 Garynadler este un asteroid din centura principală de asteroizi.

## Descriere
20573 Garynadler este un asteroid din centura principală de asteroizi. A fost descoperit pe 9 septembrie 1999 la Socorro, New Mexico, în cadrul proiectului LINEAR. Asteroidul prezintă o orbită caracterizată de o semiaxă mare de 2,70 ua, o excentricitate de 0,04 și o înclinație de 6,4° în raport cu ecliptica.